# Lomträsket (Arvidsjaurs socken, Lappland)
Lomträsket är en sjö i Arvidsjaurs kommun i Lappland och ingår i Piteälvens huvudavrinningsområde. Sjön har en area på 2,98 kvadratkilometer och ligger 332,9 meter över havet. Sjön avvattnas av vattendraget Vistån (Kvarnbäcken).

## Delavrinningsområde
Lomträsket ingår i det delavrinningsområde (730331-167424) som SMHI kallar för Utloppet av Lomträsket. Medelhöjden är 354 meter över havet och ytan är 21,83 kvadratkilometer. Räknas de 8 avrinningsområdena uppströms in blir den ackumulerade arean 98,17 kvadratkilometer. Vistån (Kvarnbäcken) som avvattnar avrinningsområdet har biflödesordning 2, vilket innebär att vattnet flödar genom totalt 2 vattendrag innan det når havet efter 150 kilometer. Avrinningsområdet består mestadels av skog (61 procent) och sankmarker (16 procent). Avrinningsområdet har 2,94 kvadratkilometer vattenytor vilket ger det en sjöprocent på 13,5 procent.